# Rue Copreaux
La Rue Copreaux est une rue du 15e arrondissement de Paris.

## Situation et accès
Longue de 31 mètres, elle commence 31, rue Blomet et finit 202, rue de Vaugirard.

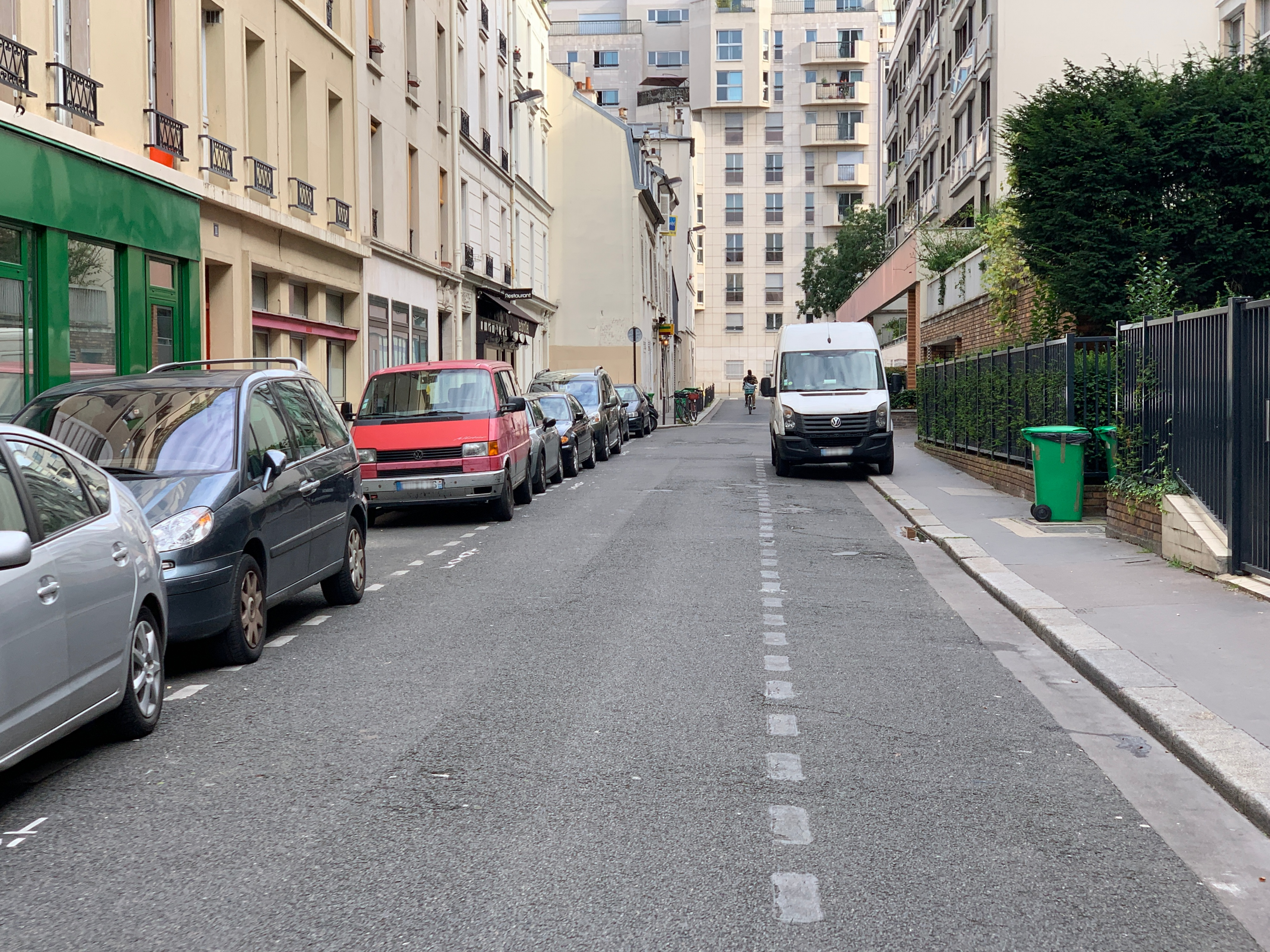
La rue en août 2021.
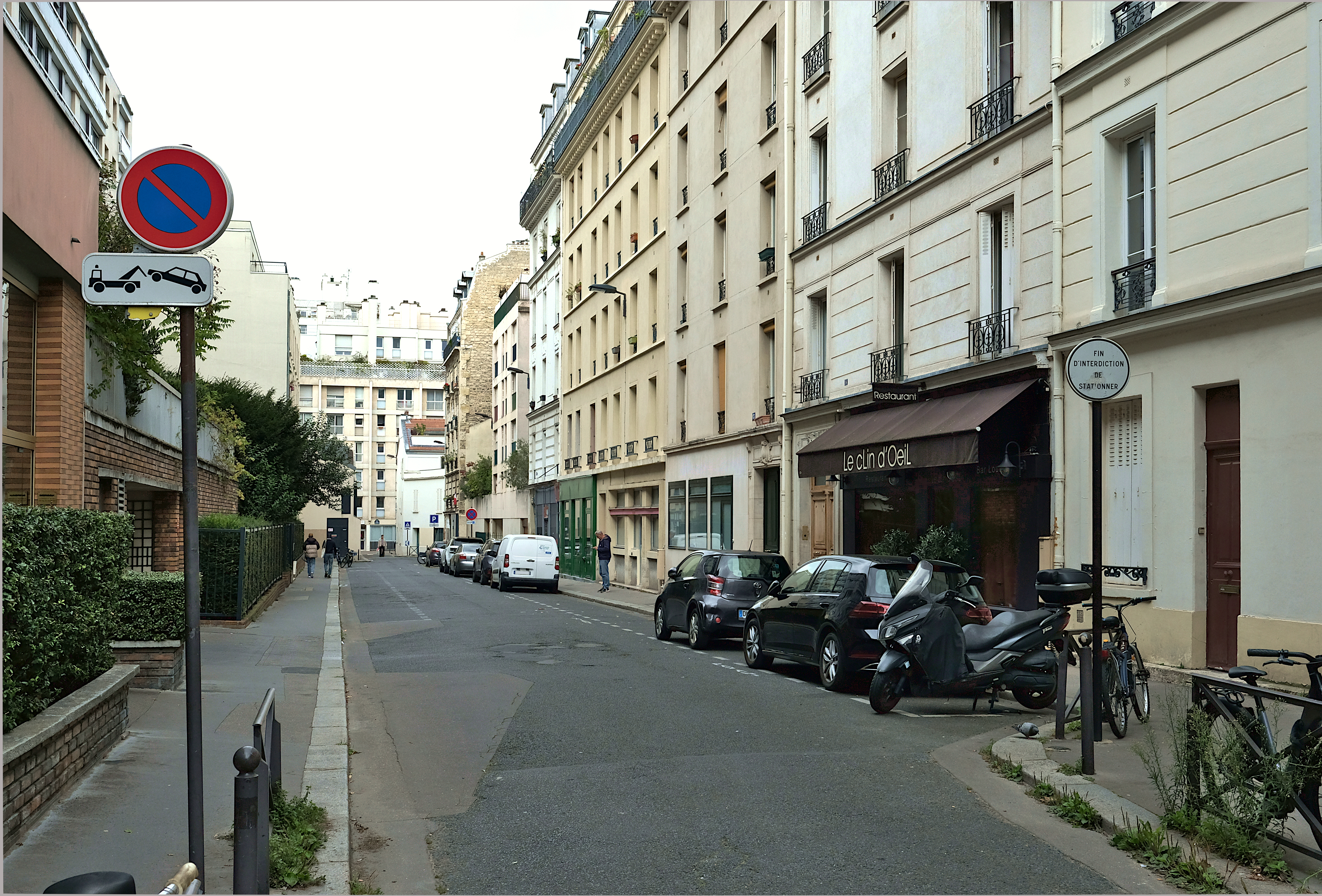
La rue en septembre 2024.

## Origine du nom
Cette voie est nommée d'après monsieur Copreaux, le propriétaire des terrains sur lesquels la voie a été ouverte.

## Historique
Cette voie de l'ancienne commune de Vaugirard est indiquée - avec l'orthographe « Copreau » - sur le Plan des paroisses de Paris avec la distinction des parties éparses qui en dépendent de Jean Junié en 1786, sur le plan de Verniquet de 1789 et est rattachée à la voirie de Paris en 1863.

## Bâtiments remarquables et lieux de mémoire

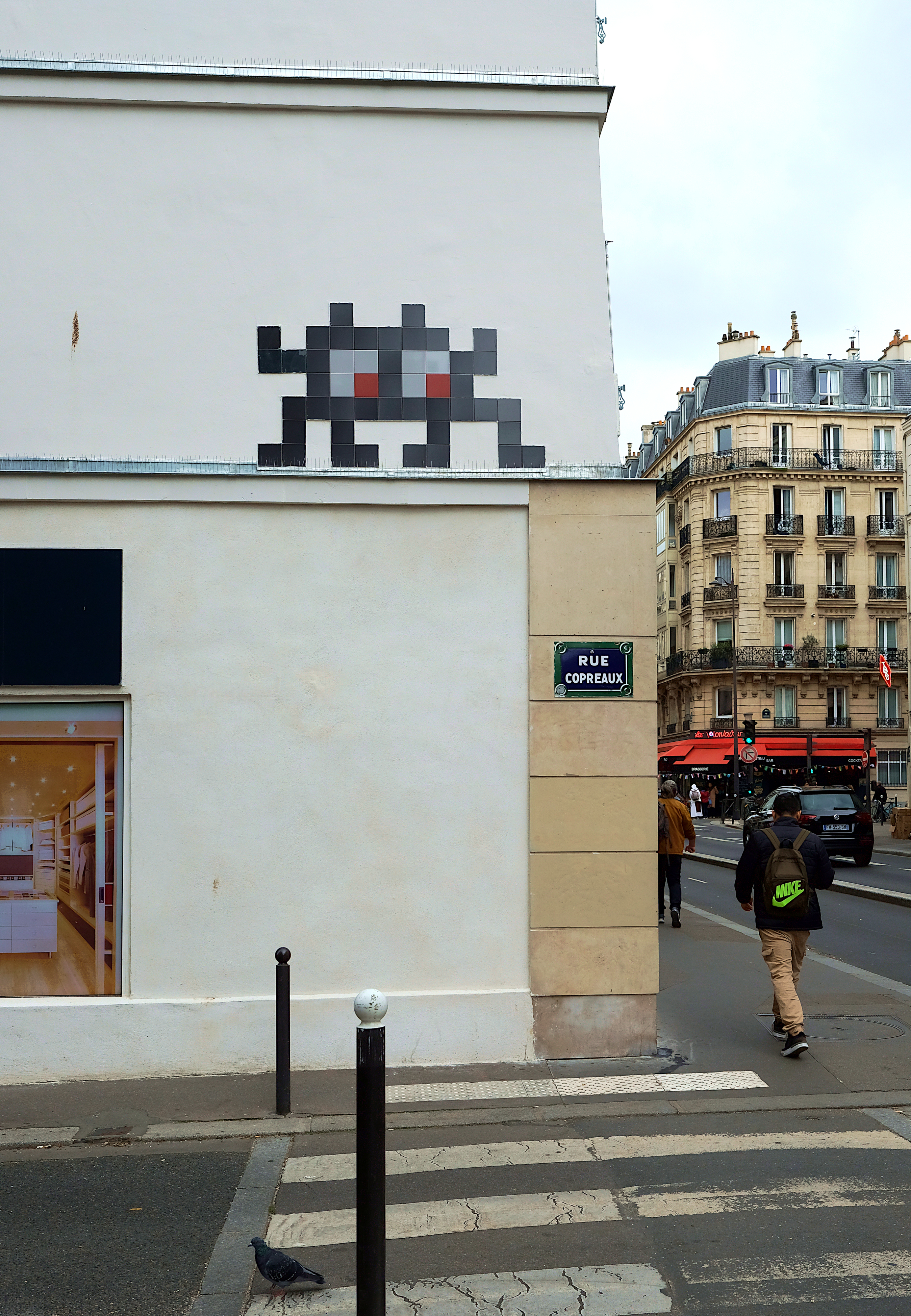
Street art.
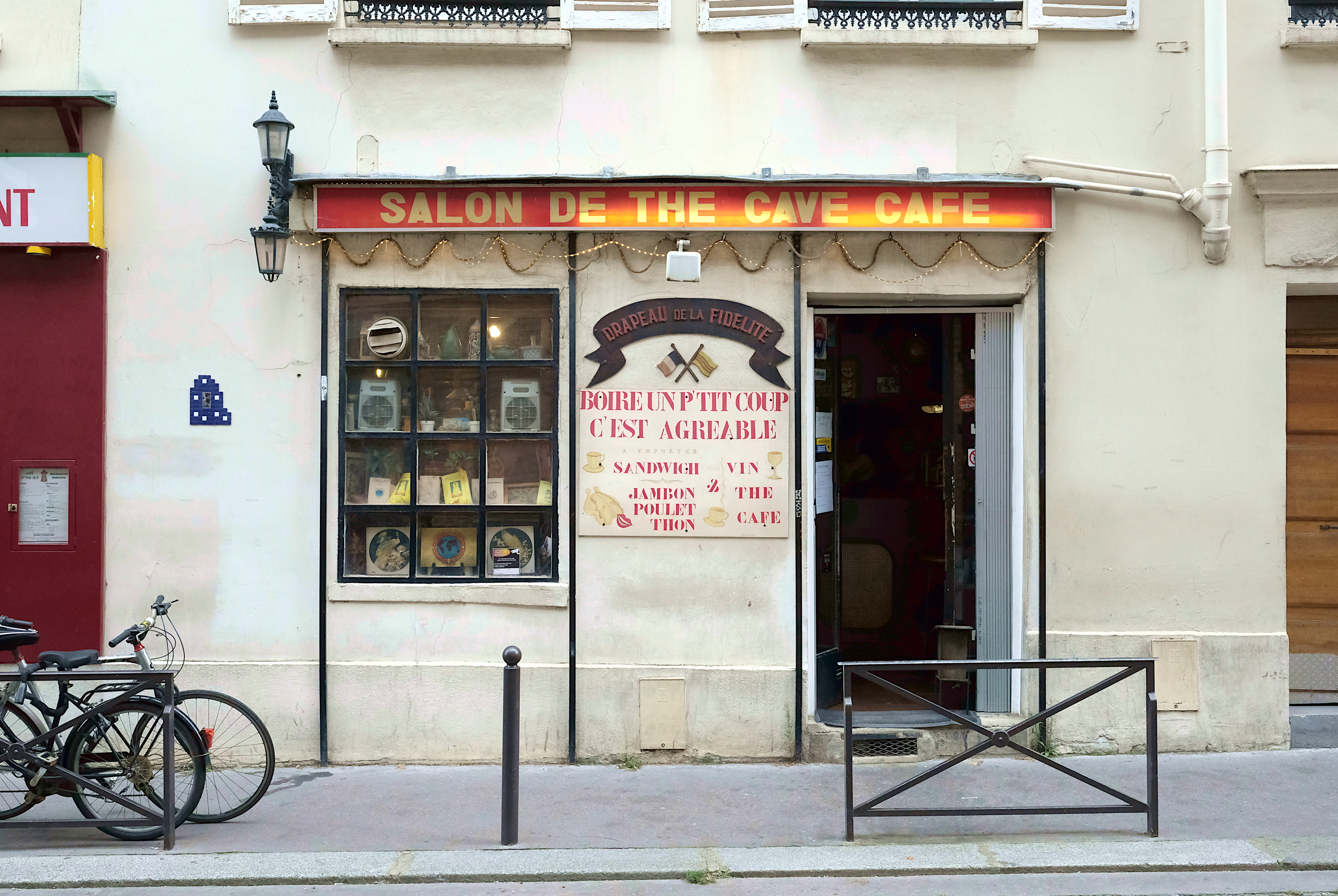
N°21.